# Luísa de Lorena-Vaudémont
Luisa de Lorena-Vaudémont (Nomeny, 30 de abril de 1553 - Moulins, 29 de janeiro de 1601) foi uma princesa da Casa de Lorena que se tornou Rainha consorte de França de 1575 até 1589.
Nasceu em Nomeny na região da Lorena na França, era filha de Nicolau de Lorena, Duque de Mercoeur e Margarida de Egmont Casou-se em 1575 com Henrique III de França, o último rei da Dinastia de Valois.

## Primeiros anos
Luísa nasceu em 30 de Abril de 1553, no castelo de Nomeny. Era filha de Nicolau, Duque de Mercoeur e Conde de Vaudémont, um ramo mais novo da Casa de Lorena e primos da Casa de Guise. A sua mãe era Margarida de Egmont, irmã do Conde de Egmont, governante dos Países Baixos, que tinha sido executado em 1568, sob o comando do Rei Filipe II de Espanha. A mãe de Luísa morreu um ano após o seu nascimento e o seu pai casou novamente com Joana de Savoye, irmã do Duque de Némours. Joana era uma madrasta carinhosa e carinhosa e assegurou a Luísa uma sólida educação clássica. Ela foi apresentada à corte de Nancy aos dez anos de idade.
Joana de Savoye morreu quando Luísa tinha quinze anos e o seu pai casou pela terceira vez com Catarina que era a segunda filha do Duque d'Aumale, filho de Claude, primeiro Duque de Guise por Luís de Brézé, filho de Diane de Poitiers e seu marido, o Conde de Maulevrier, estes casamentos deram muitos meios-irmãos e irmãs para Luísa.

## Encontro com Henrique
Como ele era o terceiro filho do Rei Henrique II, havia poucas hipóteses de ele se sentar no trono de França. Em 1573, o reino polaco procurava um governante e elegeu Henrique como seu rei. No Outono, Henrique viajou para Cracóvia, no caminho, parou na corte do Duque Carlos III de Lorena, que era casado com a sua irmã Cláudia. Cláudia tinha acabado de dar à luz um filho e eles estavam celebrando o seu batismo. Cláudia estava indisposta, então os eventos foram organizados por Catarina, a Condessa de Vaudémont.
A enteada da Condessa de Vaudémont, Luísa, fez parte do seu comboio e chegou ao conhecimento de Henrique. Ela tinha dezanove anos, era loira e bonita. Henrique pediu que Luísa lhe fosse apresentada e que lhe concedesse uma dança. O Duque de Lorena apresentou a sua sobrinha e Henrique soube que ela era filha do Conde de Vaudémont e sua primeira esposa. Henrique dificilmente abandonou Luísa durante a sua estadia em Nancy. Ficou encantado com a humildade e os modos suaves dela. Louise assemelhava-se visivelmente a Maria de Cleves, a esposa do inimigo de Henrique, o Príncipe de Condé. Henrique era obcecado por Maria e queria casar com ela, apesar de ela já ser casada e a relação ser platónica.
Depois de conhecer Henrique em 1573, Luísa continuou a seguir a sua vida isolada, indo em missões benevolentes, rezando, lendo, fazendo peregrinações ao santuário de São Nicolau, bordando e estudando. Ela teve muitos pretendentes para a sua mão, incluindo o Conde de Thoré, irmão do Marechal de Montmorency. Formou uma aliança com Príncipe Paulo de Salms, mas esta aliança foi oposta pela sua família porque queriam que ela se casasse com François de Luxembourg, Conde de Brienne.

## Casamento

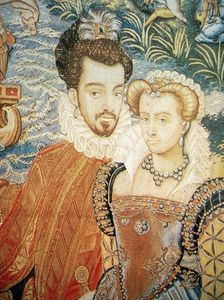
O Rei Henrique III e a Rainha Luísa. Detalhe da tapeçaria conhecida como "Fontainebleau", pertencente à série de "tapeçarias Valois" no Museu Uffizi em Florença, c. de 1580.

A Rainha Viúva Catarina de Médici estava a fazia de tudo para encontrar uma noiva para o seu filho Henrique. Eram em cotadas Dona Joana, irmã do Rei Filipe II de Espanha, Isabel Clara Eugênia, Maria Rainha dos Escoceses cunhada viúva de Henrique, Isabel da Áustria, e a Rainha Isabel I de Inglaterra ou mesmo uma princesa sueca ou dinamarquesa. Nenhuma destas possibilidades foi explorada. Então Henrique fez o impensável. Ele escolheu a sua própria noiva, de um ramo de uma casa menor da nobreza francesa. O irmão de Henrique, Carlos IX, morreu em Maio de 1574. Henrique regressou imediatamente a França para reivindicar o trono. Em 30 de Outubro de 1574, Maria de Cleves, morreu de uma infecção pulmonar. Henrique ficou destroçado, mas a sua mãe assegurou-lhe que encontraria uma esposa e iniciou negociações para casar com a princesa sueca Isabel de Vasa. Henrique tinha outras ideias. Decidira em segredo casar-se com Luísa de Vaudémont, a princesa de Lorena que se assemelhava a Maria de Cleves. Mas, por agora, manteve-se calado sobre a sua decisão.
Em Janeiro de 1575, Henrique informou a sua mãe do seu plano, Catarina ficou desapontada com a escolha dele uma vez que Luísa não era uma princesa e não traria um grande dote para o acordo, mas ela percebeu que não podia mudar a opinião de Henrique uma vez que Henrique deu a conhecer a sua decisão, a palavra foi enviada via carta privada ao Duque de Lorraine. Horas mais tarde, Felipe Hurault de Cheverny e Michel Du Guast, Marquês de Montgauger chegaram a Nancy para espanto do Duque, e da sua esposa e dos pais de Luísa. A intenção do Duque Guast era trocar alianças com Luísa em nome do rei e entregar cartas de Henrique e Catarina de Médici a Luísa e aos seus pais ele falou com o Duque de Lorena e o pai de Luísa durante a maior parte da noite. Ela encontrou-se com Du Guast e aceitou a proposta do rei. Três dias depois, Luísa, seus pais e o Duque de Lorena partiram para Reims, onde Henrique seria coroado. Cheverny foi enviado para encontrá-la em Sommières e lhe entregou uma carta de Henrique, um retrato do rei e um caixa de joias.
Henrique foi coroado em Reims em 13 de fevereiro de 1575. No dia seguinte à coroação, Luísa e Henrique foram comprometidos pelo Cardeal de Guise .O contrato de casamento foi finalizado e Luísa recebeu um dote amplo. Um banquete majestoso foi realizado e o casamento deveria ter lugar no dia seguinte. Eles se casaram sob um dossel de pano de ouro na catedral de Notre Dame de Rheims. Seguiu-se um banquete, um ballet e um baile. O rei e a rainha dançaram um minueto e depois uma Gaillarde para a grande admiração dos espectadores.

## Vida como Rainha
A rainha não tinha poderes persuasivos necessários para controlar o comportamento de seu marido ou exercer o poder político. A corte era frívola e dispersa. Ela ficou horrorizada com o comportamento de Henrique e de seus "mignons" (favoritos). Ela não tinha a energia ou a experiência para comandar um círculo na corte e se sentiu desconfortável com a presença de sua ama das vestes, a Duquesa de Nevers. Ela foi ofuscada pela sua sogra Catarina de Médici, que se recusou a se retirar ou ceder a Luísa a sua posição de primeira dama da França. Catarina de Médici fez tudo para manter Henrique e Luísa separados para minimizar a influência da nova rainha. Consequentemente, a posição de Luísa na corte era insignificante. Luísa sofreu um aborto espontâneo na primavera de 1576, possivelmente arruinando suas chances de engravidar novamente. Mesmo assim, Henrique e Luísa continuaram a esperar por uma criança. Em novembro de 1576, eles estabeleceram oratórios em todas as igrejas de Paris e fizeram peregrinações em todas elas, dando esmolas na esperança de engravidar. Parece que ela não conseguiu produzir um herdeiro para casa de Valois ficou extremamente magra e sofreu ataques de melancolia. Mas os cronistas da corte dizem que Luísa tolerava sua posição incomôda, humilhante e desconhecida com tolerância e bondade.
Ele comprou o Castelo de Olinville no bairro de Chartres para Luísa. Ela viajou com o rei para Ruão e participou da abertura dos Estados Gerais em Blois em dezembro de 1576. Eles entretinham os membros da corte com festas, lutas, justas, banquetes, jogos de azar e máscaradas. Estas festividades foram reduzidas com a morte do pai de Luísa em 28 de janeiro de 1577. Depois de assinar um tratado de paz que encerrou os conflitos religiosos em fevereiro de 1577, Henrique e Luísa foram em uma expedição a Blois. Era bem conhecido na corte que Luísa e Henrique raramente passavam tempo juntos, ela aparecia com o rei em ocasiões importantes. Mas ele parecia cansar-se da companhia de Luísa e preferia a camaradagem dos seus Mignons e das damas da corte. No entanto, ele nunca nomeou outra mulher maîtresse-en-titre. Luísa procurou a companhia de suas damas de companhia, rezou, visitou hospitais, cuidou dos doentes, realizou atos de caridade e patrocinou fundações de caridade. O povo passou a apreciá-la por sua doce natureza, beleza e piedade. Uma festa espetacular foi encenada na Salle Bourbon, em Paris, em 24 de setembro de 1581. A ocasião foi o casamento do Duque de Joyeuse com a meia-irmã de Luísa, Margarida. O mais famoso dos dezessete entretenimentos foi o Ballet Comique de la Reine, que foi apresentado pela rainha Luísa. Ela empregou sua própria equipe de poetas e músicos na criação do balé. No final do show, Catarina de Médici obrigou Luísa a dar a Henrique uma medalha de ouro representando um golfinho nadando no mar. Era uma expressão de sua esperança que o rei e a rainha teriam um herdeiro masculino para herdar o trono.
Na primavera de 1588, havia tensão na capital. Henrique não tinha herdeiro masculino e o próximo na linha era Henrique de Navarra, que era abertamente protestante. A Liga Católica, liderada pela família Guise, não queria ver um protestante no trono. O Duque de Guise desafiou uma proibição real da cidade de Paris. Em resposta, Henrique trouxe tropas francesas e suíças. Os parisienses ficaram indignados com as tropas estrangeiras na cidade e montaram barricadas e lutaram, matando algumas das tropas do rei. Luísa ficou do lado de Henrique nos conflitos, desafiando abertamente a sua própria família. As hostilidades aumentaram e o rei fugiu para Chartres. A rainha Luísa e Catarina de Médici não foram autorizados a deixar o Hotel de la Reine. A segurança foi reforçada em torno das duas rainhas e um novo governo liderado pela Liga foi instalado. Catarina tentou mediar entre a Liga e o rei e, embora Henrique fosse teimoso, acabou por ceder. Um Te Deum foi celebrado na Catedral de Notre-Dame, com a presença das duas rainhas. Elas foram libertadas de seu cativeiro e viajaram para Mantes para se encontrar com Henrique em 23 de julho. Catarina queria que Henrique voltasse para Paris, mas ele partiu para Chartres levando Luísa com ele.
Catarina de Médici morreu em Janeiro de 1589 e Luísa compareceu ao funeral. Ela esperou ocupar o seu lugar de primeira dama da corte, mas não era para ser. No verão de 1589, as Guerras da Religião começaram. A autoridade do rei Henrique III foi severamente desestabilizada por boatos de partidos políticos que estavam sendo financiados por potências estrangeiras. A Liga Católica foi apoiada pelo Rei Filipe II de Espanha, os protestantes Huguenotes franceses foram apoiados pelos holandeses e a Rainha Isabel I de Inglaterra e os Malcontentes que eram liderados pelo irmão mais novo de Henrique, o Duque de Alençon. Os Malcontentes eram compostos por aristocratas católicos e protestantes que se opunham conjuntamente às ambições absolutistas do rei. O próprio Henrique tomou a posição de que uma monarquia forte e religiosamente tolerante salvaria a França do colapso. ele organizou uma campanha e despediu-se de Luísa no Castelo de Chinon, onde Luísa deveria permanecer em segurança. Luísa ficou deprimida com a sua separação do seu marido. Em 1 de Agosto, Henrique estava hospedado com o exército em Saint-Cloud, preparando-se para atacar Paris, ele permitiu a presença de um frade dominicano fanático, Jacques Clément. Clément tinha trazido papéis falsos e enquanto Henrique lia os papéis, apunhalou no abdómen. A ferida não parecia fatal no início e Henrique conseguiu ditar uma carta a Luísa explicando o que tinha acontecido no entanto, a ferida tinha perfurado o intestino e ele morreu em 2 de agosto.

## Aparência

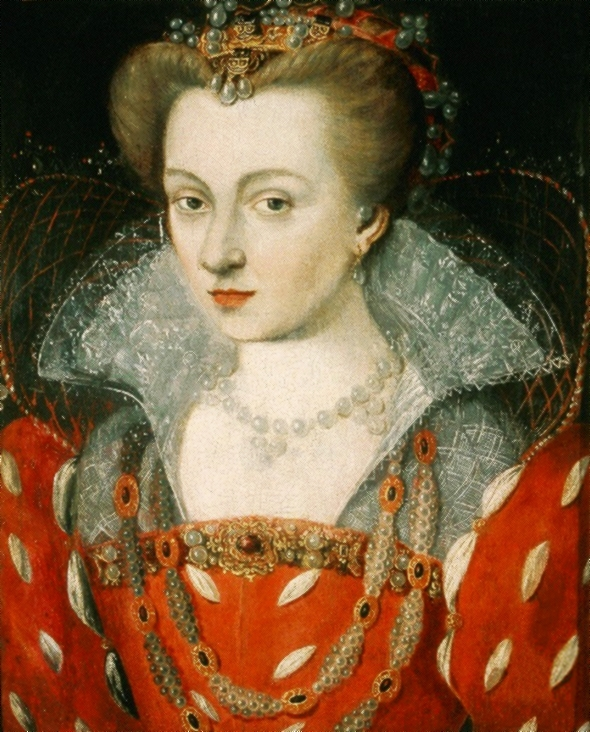
Retrato de Luísa por Jean Rabel, cerca de 1575.

É muito raro ter uma descrição completa e detalhada de uma mulher medieval ou renascentista. O embaixador veneziano Jean Michel descreveu precisamente sobre Luísa:
"A rainha é uma jovem princesa de dezanove ou vinte anos. Ela é muito bonita; sua figura é elegante e de estatura média, sua majestade não precisa usar sapatos de salto alto para aumentar sua altura Sua figura é leve, seu perfil bonito e suas características majestosas, agradáveis e animadas. Seus olhos, embora muito pálidos, são cheios de vivacidade; sua tez é justa, e a cor de seu cabelo é amarelo pálido, o que dá grande satisfação ao rei, pois essa tonalidade é rara neste país, onde a maioria das damas tem cabelo preto. A rainha não usa cosméticos, nem qualquer outra coisa do tipo. Quanto às suas virtudes morais, ela é gentil e afável. Diz-se que ela é liberal e benevolente na medida dos seus recursos. Ela tem alguma inteligência e compreensão, e a sua compreensão é disponível. A sua devoção é fervorosa como a do seu marido, e isto é tudo. Ela parece dedicada ao rei e lhe mostra grande respeito; em suma, é impossível testemunhar uma união mais completa do que existeentre suas majestades".

## Viuvez
Luísa recebeu a notícia da morte de Henrique e deixou Chinon para o Castelo de Chenonceau. Ela lamentou a morte de Henrique e jurou vingá-la. Ela rompeu todas as relações com sua família de Lorena e foi uma defensora do novo rei Henrique. Ela passou a sua viuvez em Chenonceau com austeridade. Seus apartamentos consistiam em duas câmaras ao lado da capela, que era pendurada com pano preto. Os tetos  foram pintados de preto e lágrimas de prata. Ela escreveu muitos apelos ao Rei Henrique IV pedindo justiça em relação aos assassinos do seu marido. Em 1593, ela viajou até Mantes para buscar uma audiência com o rei. Henrique IV recebeu-a em público na igreja de Notre Dame. Luísa caiu a seus pés e implorou-lhe que vingasse o assassinato de seu marido e pediu que seus restos mortais fossem levados ao mausoléu real. Henrique a levantou e prometeu atender aos seus pedidos assim que pudesse.

## Últimos anos
Luísa voltou para Chenonceau e passou os sete anos seguintes em reclusão, dando alojamento a muitas freiras. Em seu testamento ela deixou vinte mil coroas em um fundo para sua cunhada a Duquesa de Mercoeur para construir um convento para as Freiras de Bourges. No entanto, a duquesa, a conselho do rei, comprou um local na Rua St. Honoré, em Paris. Em 18 de junho de 1606, as freiras tomaram posse de sua nova casa e foi o primeiro convento de sua ordem na França.
Em 1600, Luísa mudou-se de Chenonceau para o Castelo de Moulins. Sua saúde deteriorou-se e ela morreu de hidropisia em 29 de janeiro de 1601, com a idade de quarenta e sete anos. Ela foi enterrada diante do altar-mor na capela das freiras. Em 1688, os restos mortais foram transferidos para a Capela do Convento, na Rua Neuve des Petits Champs.Seus restos mortais foram depositados em um cofre em St. Denis em 1817.